# Compsocerus violaceus
El guitarrero (Compsocerus violaceus) es una especie de escarabajo de la familia Cerambycidae. Es nativo de América del Sur, siendo común en el sur de Brasil, este de Paraguay, centro y norte de Argentina y en Uruguay.
El guitarrero es así llamado por el sonido que produce al frotar sus patas contra las alas, el cual recuerda a una guitarra.

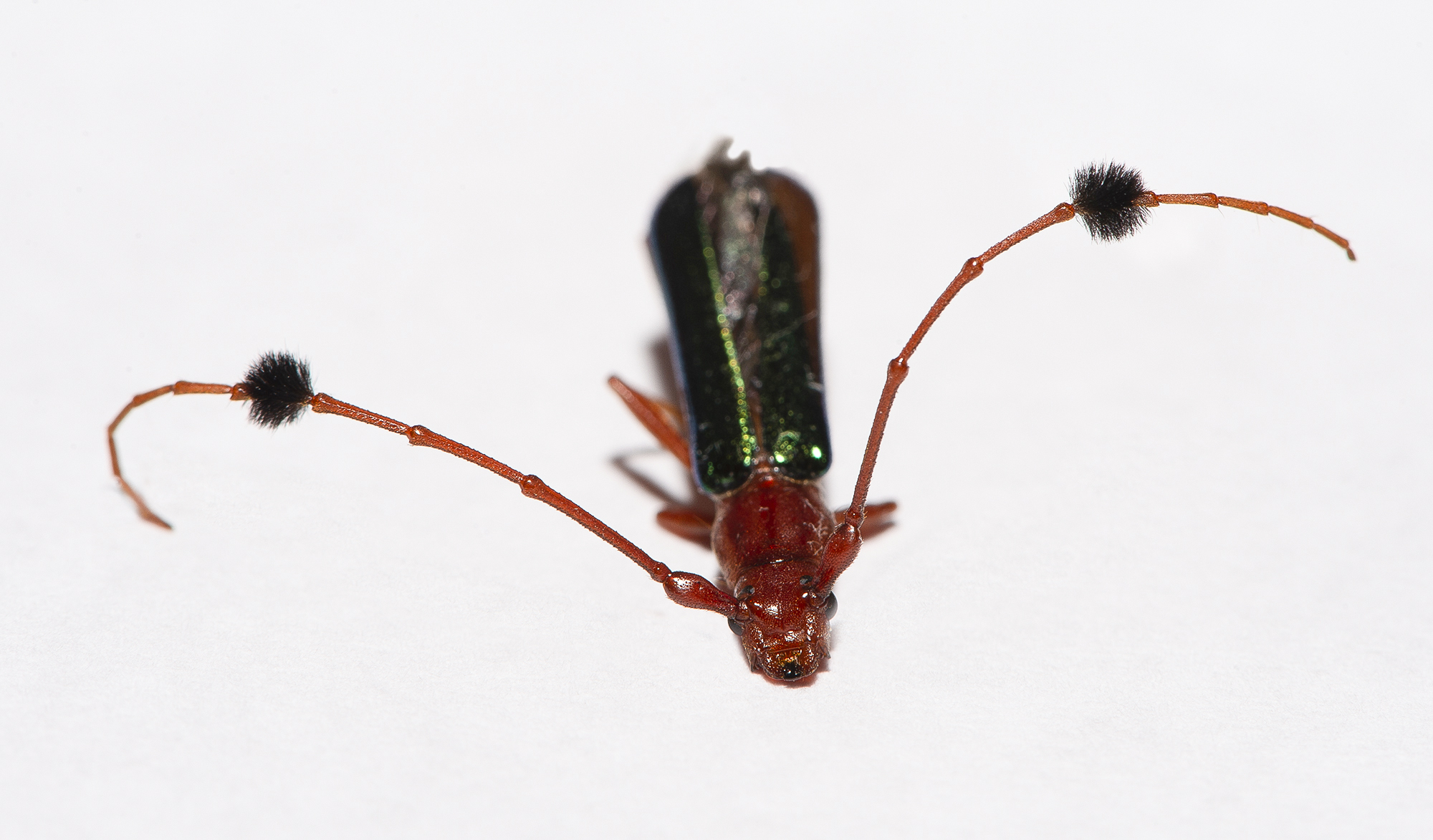
Guitarrero, insecto

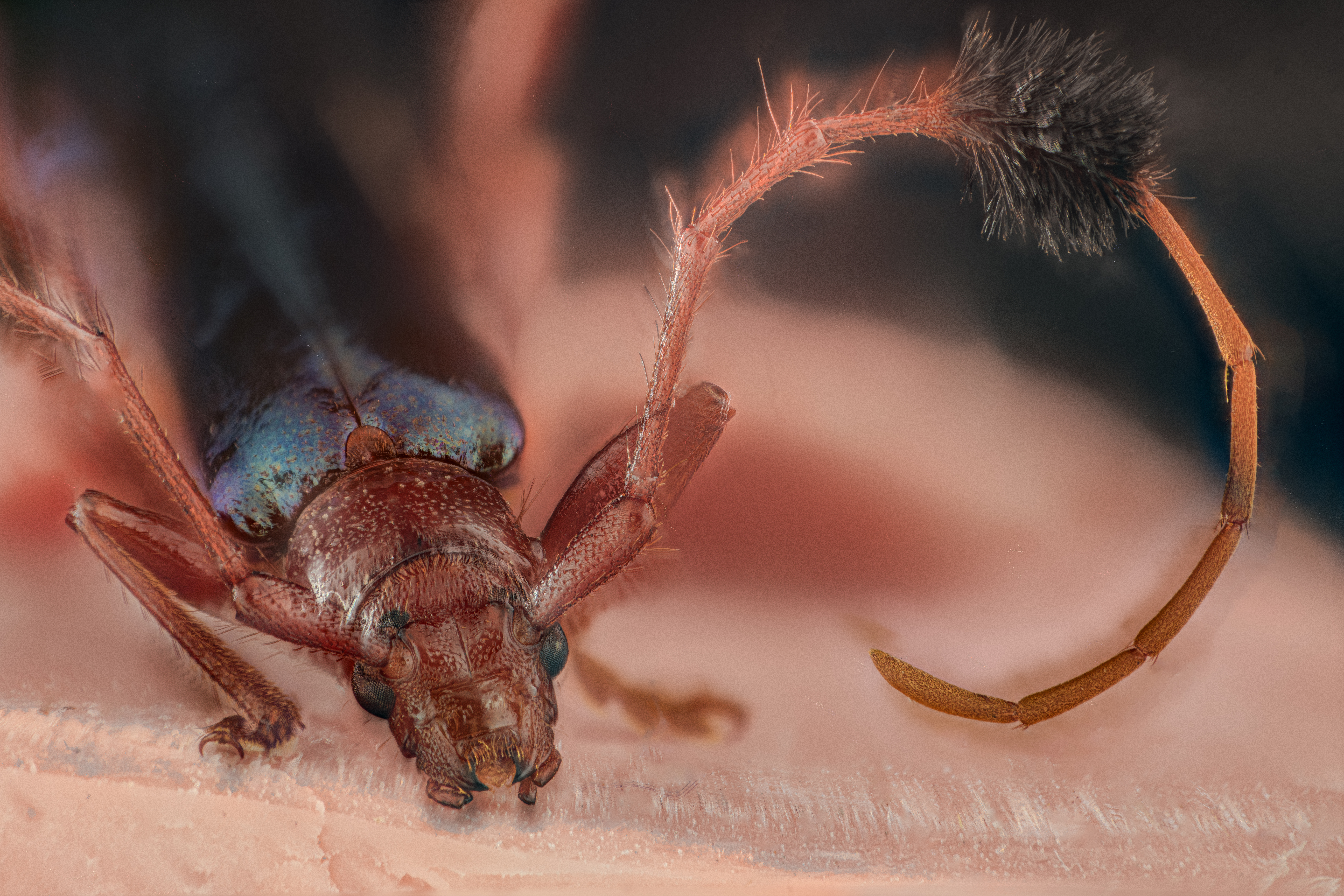
Compsocerus violaceus detalles

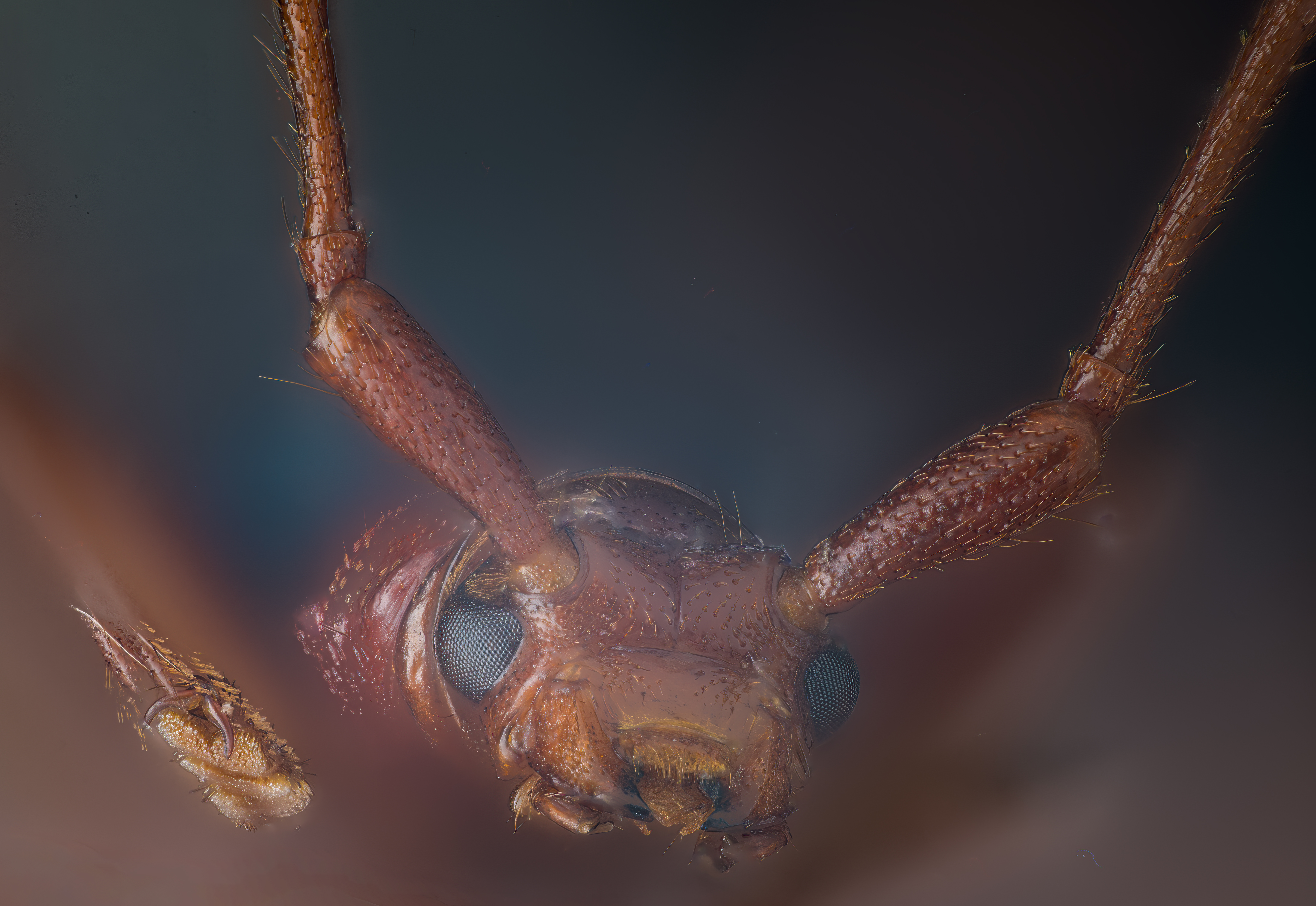
Compsocerus violaceus Guitarrero

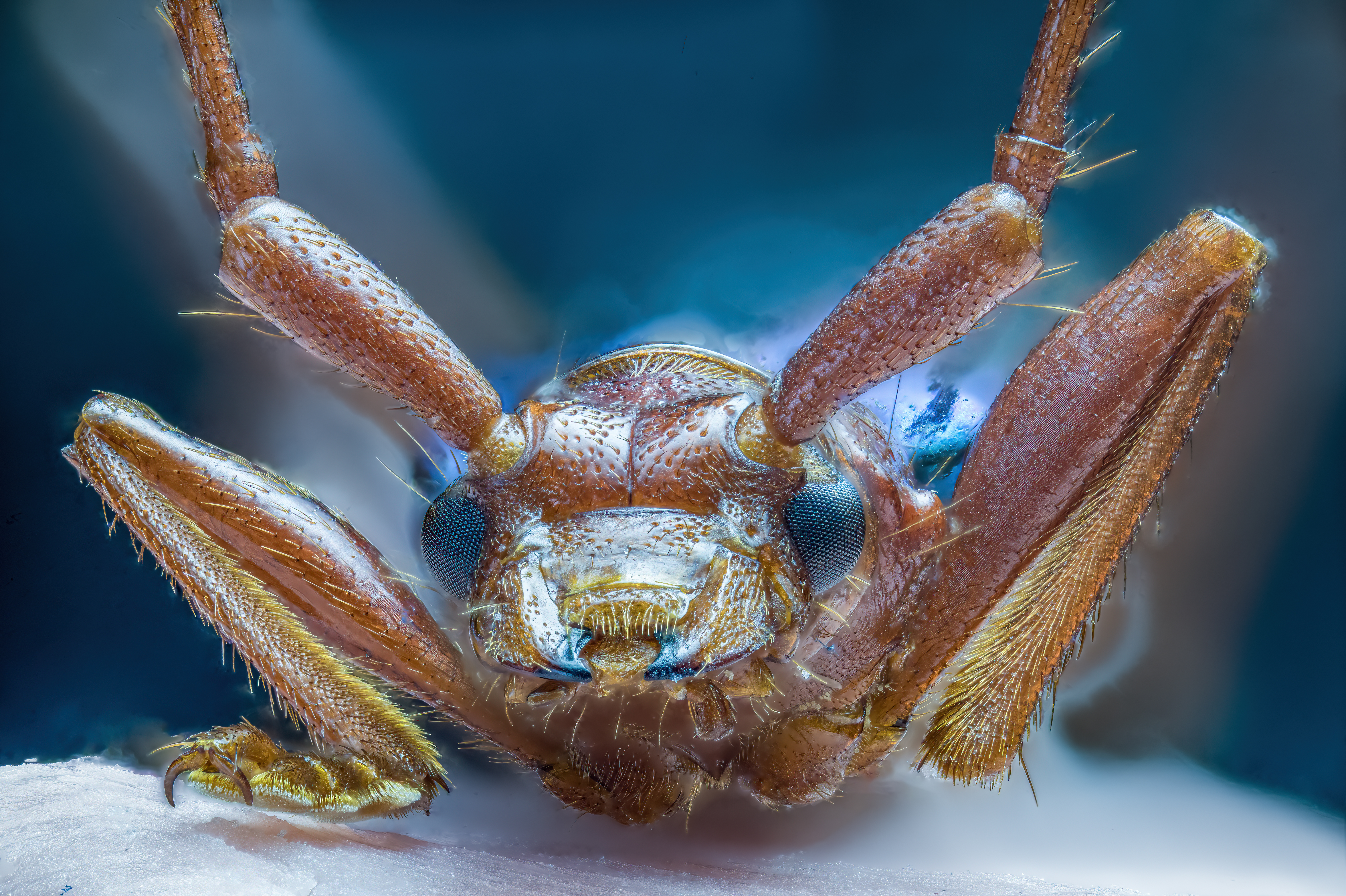
Compsocerus violaceus. Cabeza

## Ecología
Compsocerus violaceus es reconocido por sus tonalidades verdes tornasoladas, cuerpo rojo y antenas muy desarrolladas comunes en los cerambícidos. Es una especie xilófaga y puede perforar la madera de árboles vivos o madera sin tratamiento, como así también se alimenta del polen de algunas especies. Compsocerus violaceus se considera una plaga agrícola, que ataca a varias especies de árboles cultivados, como acacias, eucaliptos, sauces, higueras, árboles de cítricos y melocotoneros.

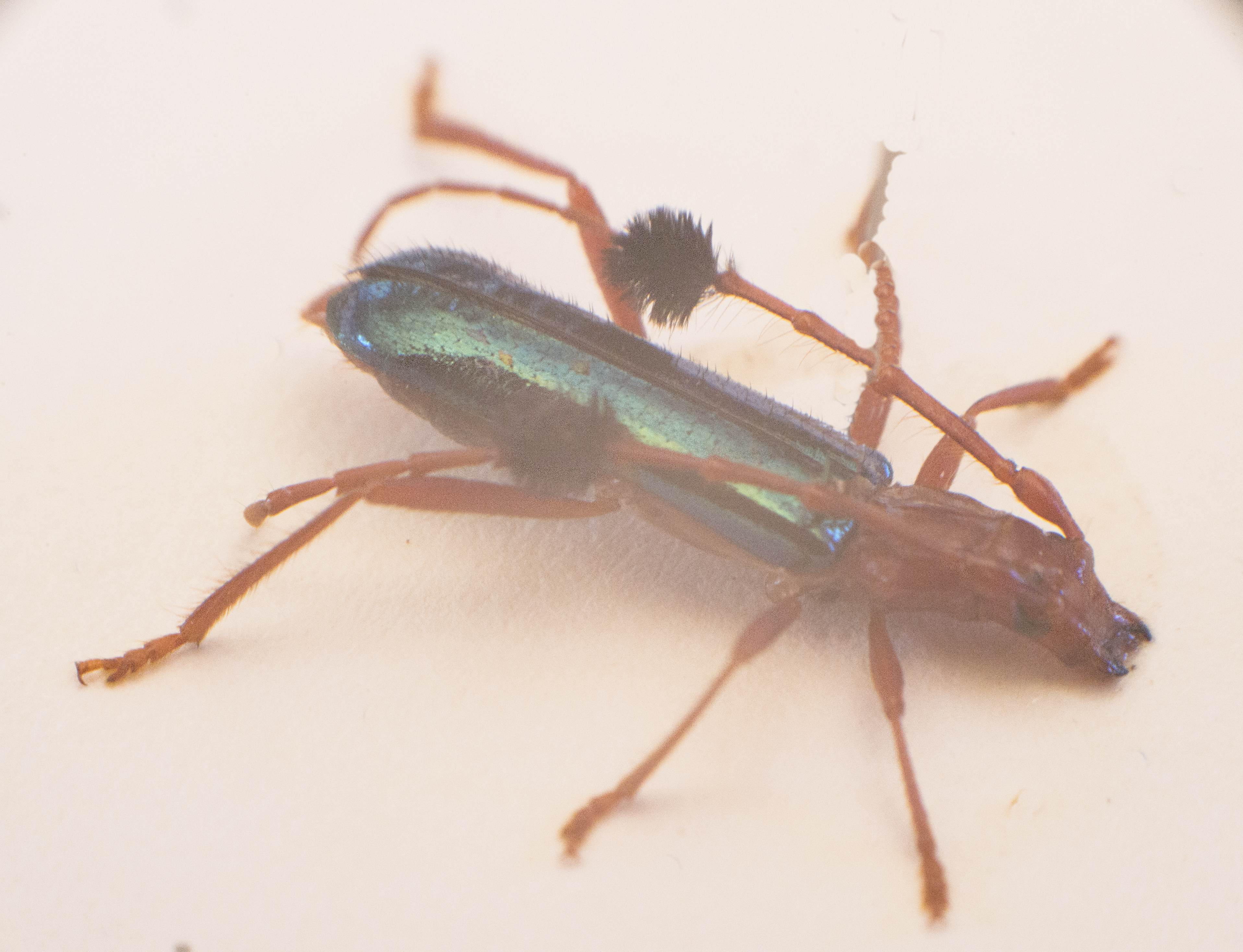
Compsocerus violaceus.

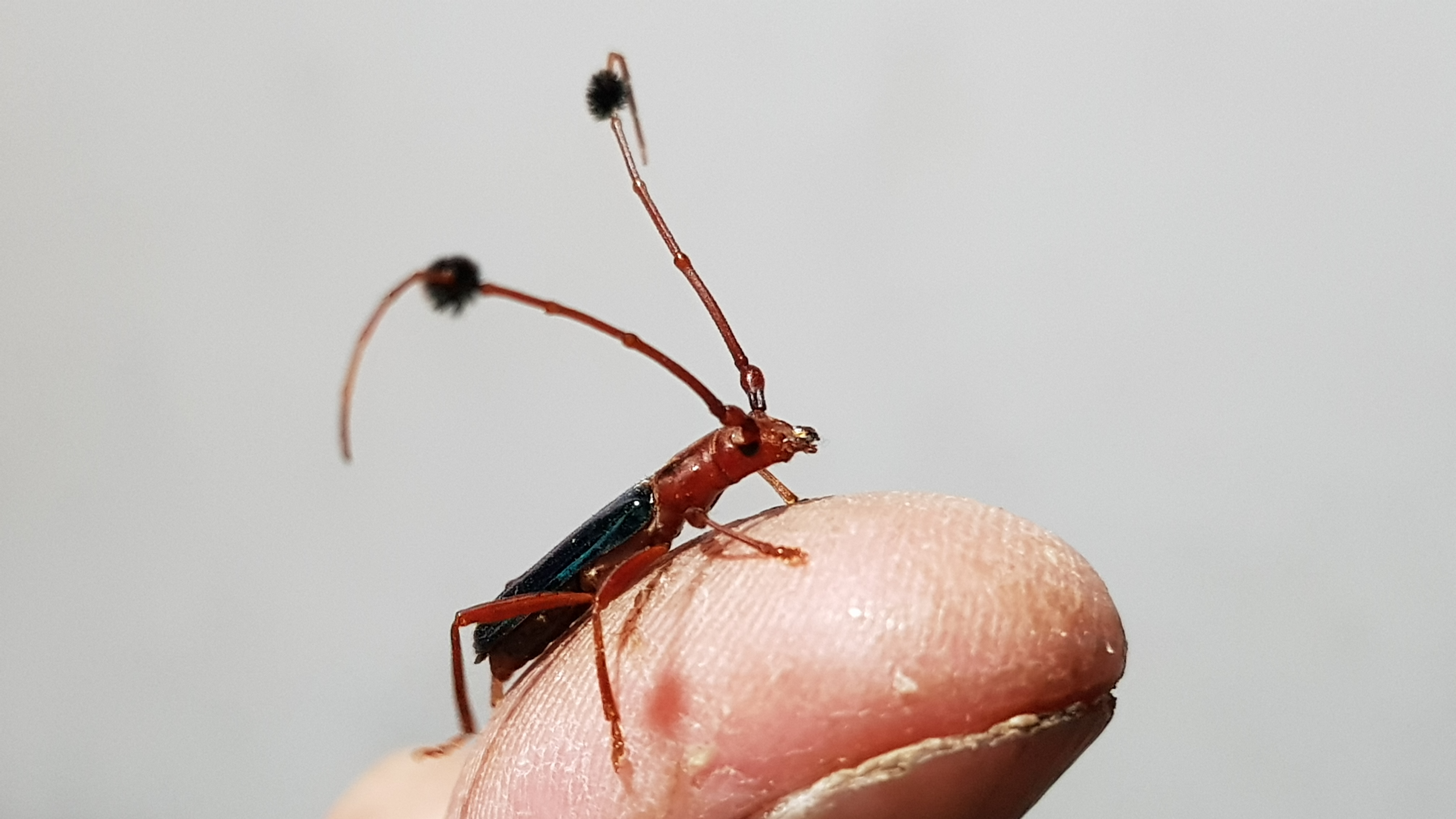
Guitarrero en un pulgar

Los insectos colocan sus huevos en los troncos de los árboles, por lo general dentro de pequeñas fisuras en la corteza. Después de la eclosión, las larvas construyen una galería debajo de la corteza de las ramas con diámetros entre 2 y 6 cm y comienzan a alimentarse de la madera, tardando aproximadamente 10 meses en convertirse en adultos. Se ha informado que los adultos se alimentan de frutas, flores y savia que se escapan de los troncos de los árboles dañados

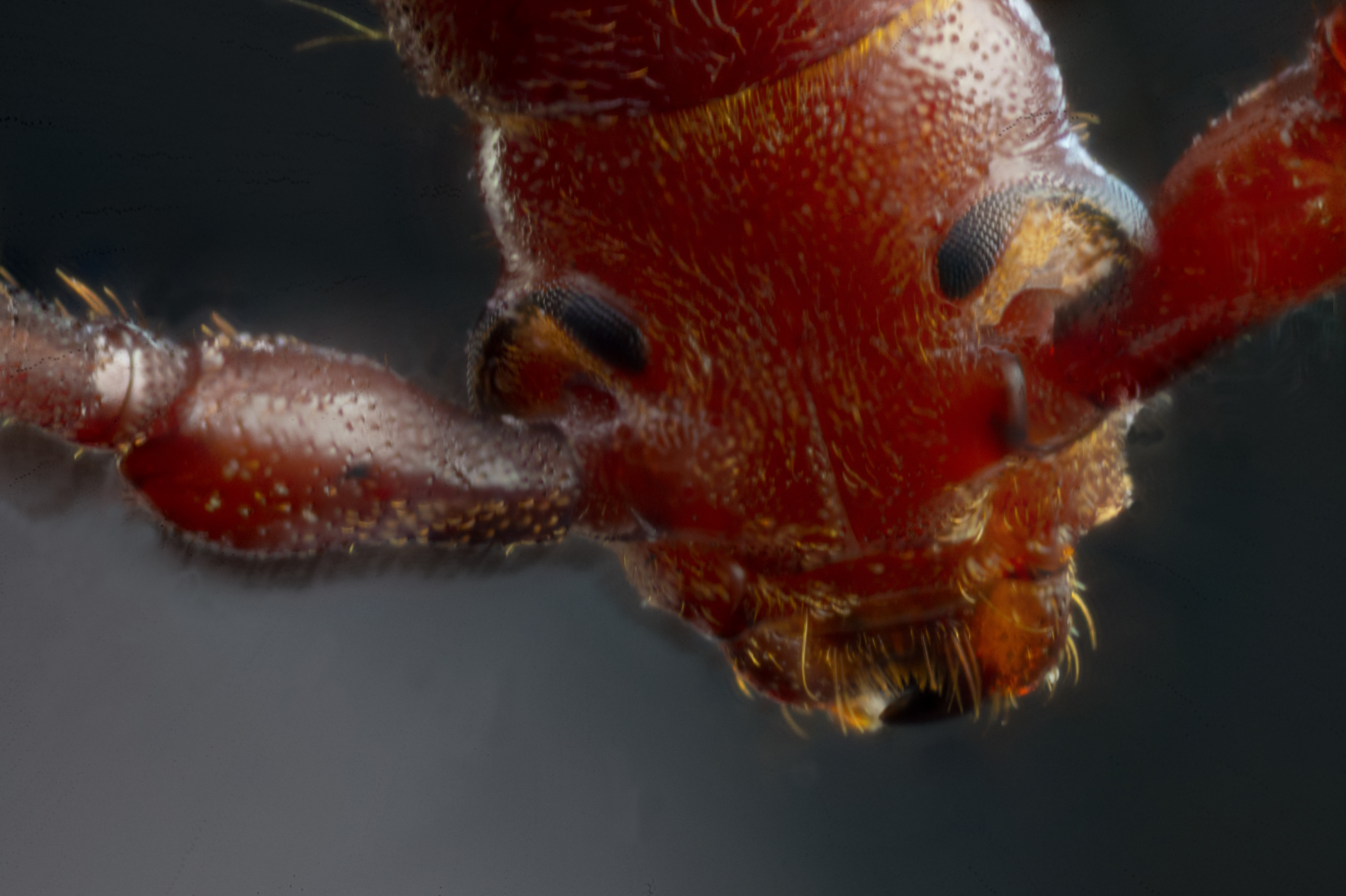
Detalle de los ojos de un guitarrero

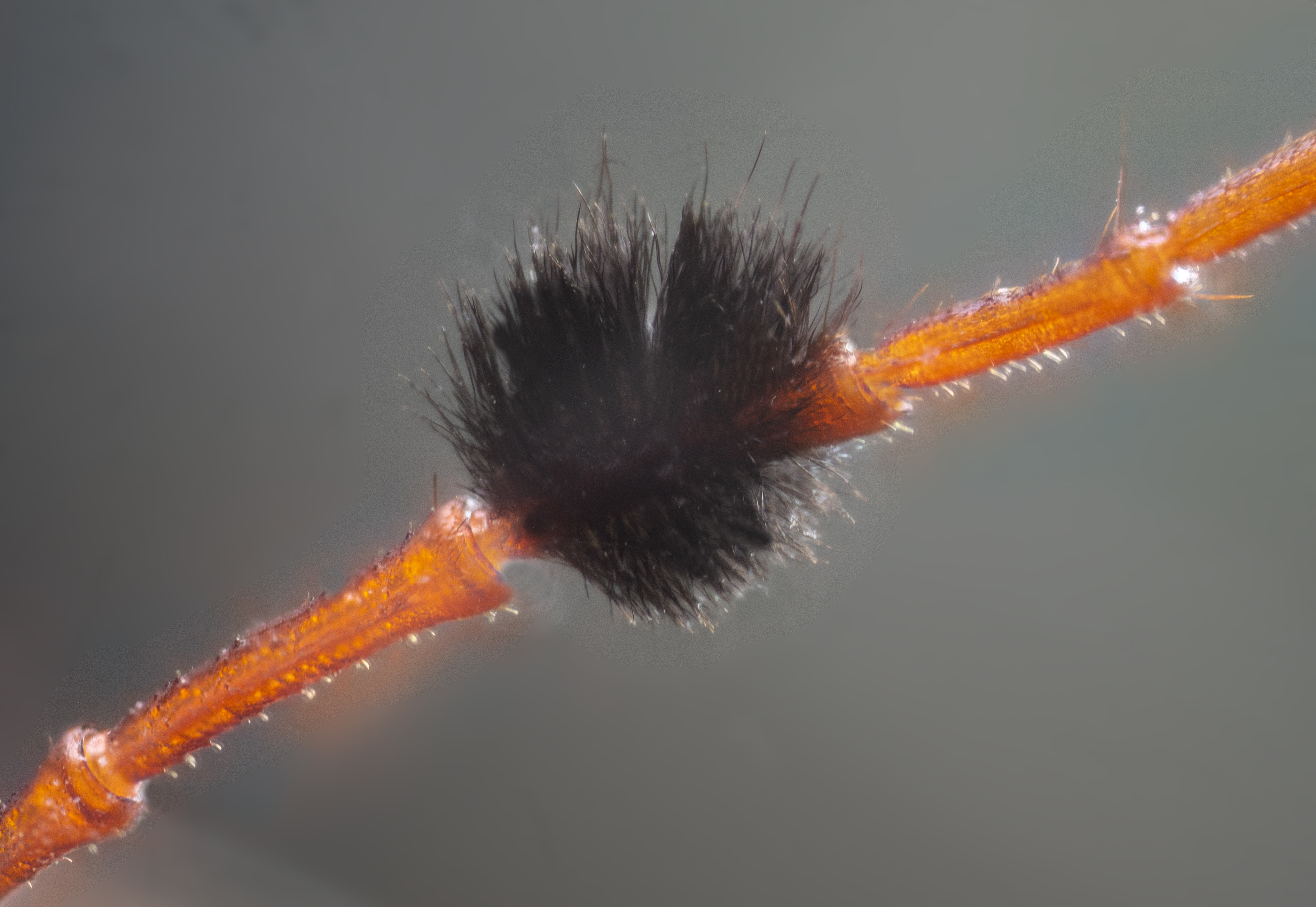
Detalle de la antena de un guitarrero

## Especies afectadas

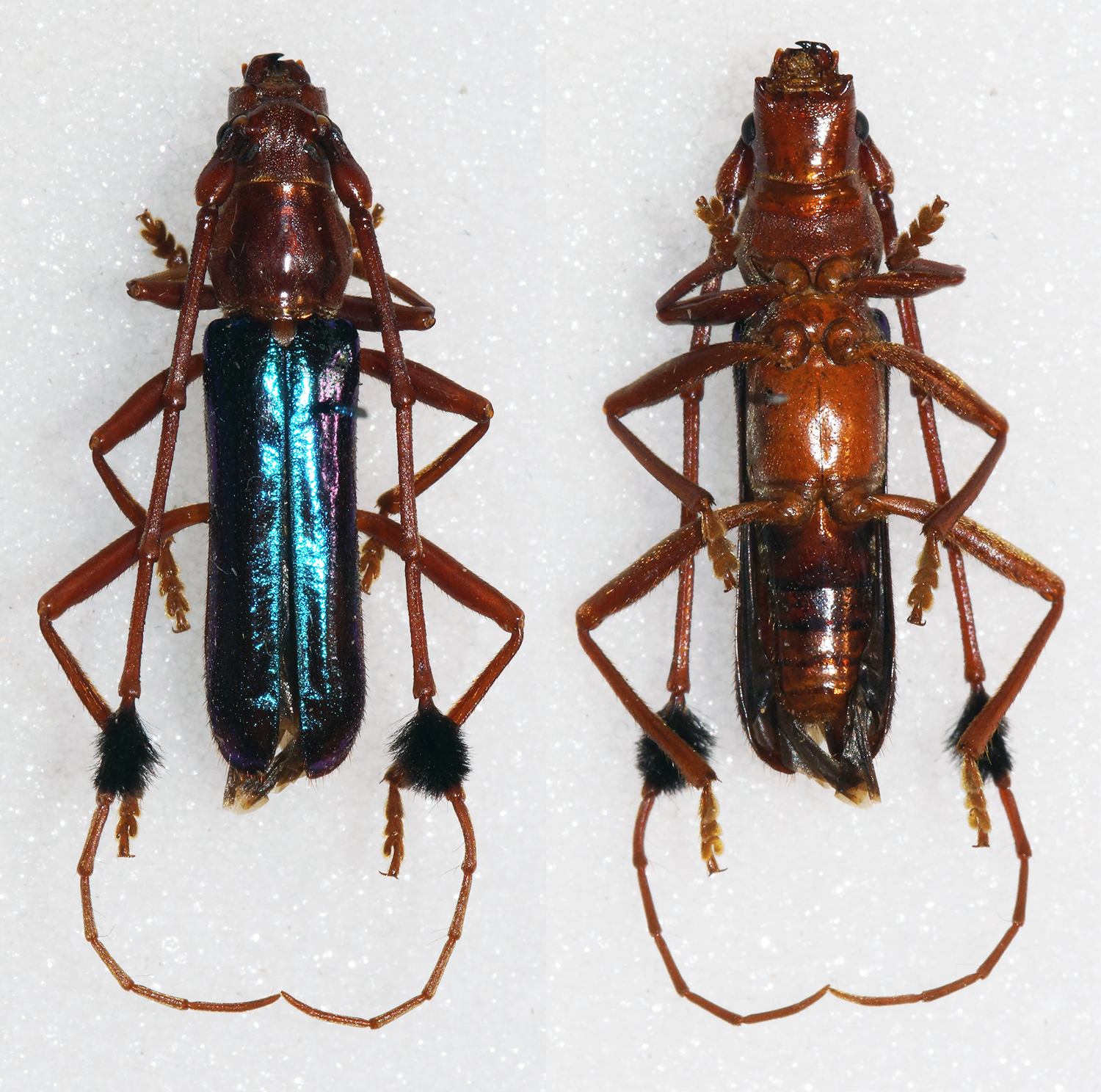
Compsocerus violaceus

Las especies de árboles que son afectadas por Compsocerus violaceus incluyen:
Anacardiaceae
- Schinopsis balansae Engl.
- Schinus molle L.

Celastraceae
- Euonymus japonicus Thunb.

Fabaceae
- Acacia dealbata
- Acacia melanoxylon R. Br.
- Acacia praecox Griseb.
- Acacia visco Griseb.
- Adenanthera colubrina var. cebil (Griseb.) Altschul
- Bauhinia forficata subsp. pruinosa (Vogel) Fortunato & Wunderlin
- Calliandra tweediei Benth.
- Cercis siliquastrum L.
- Mimosa polycarpa var. spegazzinii Burkart
- Prosopis affinis Spreng.
- Prosopis hassleri Harms
- Prosopis nigra Hieron.
- Sesbania virgata (Cav.) Pers.

Fagaceae
- Castanea sativa Mill.
- Quercus robur L.

Juglandaceae
- Carya illinoinensis (Wangenh.) K. Koch

Lauraceae
- Laurus nobilis L.

Lythraceae
- Punica granatum L.

Moraceae
- Ficus splendens

Myrtaceae
- Eucalyptus

Oleaceae
- Ligustrum lucidum W.T.Aiton

Pinaceae
- Pinus spp.

Rosaceae
- Cerasus vulgaris Mill.
- Crataegus spp.
- Mespilus germanica L.
- Prunus domestica L.
- Rosa sp.

Rutaceae
- Citrus aurantium L.
- Citrus limon (L.) Burm. f.
- Citrus sinensis (L.) Osbeck

Salicaceae
- Salix fragilis L.

Sapindaceae
- Dodonaea viscosa Jacq.

Sapotaceae
- Chrysophyllum gonocarpum (Mart. & Eichler ex Miq.) Engl.

Ulmaceae
- Ulmus pumila L.